# André le Fèvre
André le Fèvre (* 12. Dezember 1898 in Arnheim; † 6. November 1977 in Den Haag) war ein niederländischer Fußballspieler.

## Sportlicher Werdegang
Le Fèvre spielte zunächst beim TSV Theole, ehe er zum damaligen Erstligisten SV Kampong wechselte. Dort avancierte er ab 1922 zum Nationalspieler. Mit der Elftal nahm er an den Olympischen Sommerspielen 1924 teil. In Paris erreichte er mit der Mannschaft das Halbfinale gegen den späteren Olympiasieger Uruguay, das sie trotz zwischenzeitlicher Führung mit 1:2 verlor. Im Spiel um den dritten Platz gegen Schweden erzielte er beim 1:1 sein einziges Länderspieltor; im Wiederholungsspiel verpasste er mit einer 1:3-Niederlage eine Medaille. Bis 1925 hatte er 17 Länderspiele bestritten, anschließend ging er nach Curaçao.
Über le Fèvres weiteren Lebensweg ist nichts bekannt.